# LOVE YOUR LIFE
LOVE YOUR LIFE（ラブ・ユア・ライフ）はLIVの9枚目のシングル。

## 概要
LIV初のインディーズ作品で、これまでのシングルの中では唯一のオリコンチャート100位以内にランクインされなかった。

## 収録曲
1. LOVE YOUR LIFE
2. WIG feat. KY@N@
3. SOLDIER
4. HELLO TO U
5. HOPE